# Paul Clough

a Compétitions nationales et continentales officielles uniquement.

Paul Clough, né le 27 septembre 1987 à St Helens (Merseyside), est un joueur de rugby à XIII anglais évoluant au poste de deuxième ligne dans les années 2000 et 2010. En club, il a effectué toute sa carrière sportive au sein du même club : le St Helens RLFC en Super League depuis 2004.